# Ечер
Ечер (мађ. Ecser, слов. Ečer) је село у мађарској жупанији Пешта. Суседна насеља су: Маглод, Вечеш, Ђомро и Уло.
Налази се око 25 киломатара југоисточно од Будимпеште, близу међународног аеродрома Ферихеђ. Поред места пролази пут М0 и пруга Будимпешта-Солнок.

## Историја
Ечер се први пут помиње 15. децембра 1315, иако је село постојало још 896, када су Мађари стигли у садашњу домовину. По легенди, селу је име дао мађарски племенски вођа Арпад. Када је питао сељане за име места, они нису имали одговор, па им је он рекао: „Онда га назовите храст“ (мађ. cser(fa)).
Током турске власти (1526-1686) село је остало без становништва, углавном као последица опсаде Будима. Први становници су се доселили тек 1699. У Рату за независност Мађарске (1703-1711) у Ракоцијевој војсци је било 11 војника из Ечера. У првој половини 18. века, власник села гроф Антал Грасалкович населио је Словаке у ово село. По попису из 1836. 80% становника су били Словаци. После Другог светског рата 25 словачких породица се отселило у Чехословачку, а ту су дошли Мађари из Словачке.

## Култура
У Ечеру се налази барокна католичка црква Светог Антонија из 1740.
Село је познато у свету по традиционалном сватовском плесу (Ecseri lakodalmas). Сваког фебруара у селу се одржава бал парова у фолклорној одећи (Nős és Páros).
На грбу места је приказана црква, сватовски плес и храст, три најважнија симбола села.

## Братимљења
Са Ечером су збратимљена места:
- Злате Класи ( Словачка)
- Кумбаг ( Турска)